# Bad Liebenzell
Bad Liebenzell is een plaats in de Duitse deelstaat Baden-Württemberg, en maakt deel uit van het Landkreis Calw.
Bad Liebenzell telt 9.629 inwoners.
Bad Liebenzell is geliefd onder de toeristen die het Zwarte Woud bezoeken, mede dankzij zijn kuurhuis en park. Op een helling boven de stad ligt Burcht Liebenzell.

## Geografie
Bad Liebenzell ligt ten westen van het midden van Baden-Württemberg in het Nagolddal.
Het gemeentegebied heeft een hoogte van 310 (Monbachdal) tot 687 meter in Maisenbach-Zainen en is deel van het natuurpark zwartewoud midden/noord.
De voormalige gemeenten Möttlingen, Beinberg, Maisenbach, Monaka, Unterhaugstett en Unterlengenhardt behoren nu ook toe aan de gemeente Bad Liebenzell.

## Geboren
- Jos de Roo[2] (1942), Nederlands literatuurcriticus, literatuurwetenschapper en surinamist

Altensteig ·
Althengstett ·
Bad Herrenalb ·
Bad Liebenzell ·
Bad Teinach-Zavelstein ·
Bad Wildbad ·
Calw ·
Dobel ·
Ebhausen ·
Egenhausen ·
Enzklösterle ·
Gechingen ·
Haiterbach ·
Höfen an der Enz ·
Nagold ·
Neubulach ·
Neuweiler ·
Oberreichenbach ·
Ostelsheim ·
Rohrdorf ·
Schömberg ·
Simmersfeld ·
Simmozheim ·
Unterreichenbach ·
Wildberg